# 楊懿
杨懿（？—？），自称是恒农郡华阴县（今陕西省华阴市）人，北魏官员。

## 生平
杨懿的曾祖杨结在慕容氏后燕为官，于中山国相任内去世，祖父杨珍在魏道武帝拓跋珪时期归附北魏，在上谷郡太守任内去世。父亲杨真是河内郡、清河郡二郡太守。杨懿在延兴末年出任广平郡太守，有可称道的政绩。魏孝文帝元宏南巡时，官吏百姓赞颂杨懿，杨懿因此加宁远将军，获赐帛三百匹，被征召出任选部给事中，有公平办事的声誉。杨懿又出任安南将军、洛州刺史，没上任就去世。朝廷赠予杨懿原本的官职，加弘农公，谥号简  。

## 家庭

### 曾祖父母
- 杨结，后燕中山国相[3]
- 燕国慕容氏[3]

### 祖父母
- 杨珍，北魏上谷郡太守、华阴子[3]
- 扶风窦氏，北平郡太守窦秦之女[3]

### 父母
- 杨仲真，北魏河内郡清河郡二郡太守[3][4]
- 高阳许氏，东宫侍郎许明月之女[3][4][5]

### 兄弟姐妹
- 杨老寿，景明二年五月廿三日于洛阳去世，永平四年十一月十七日葬于家族旧墓[3]
- 杨德，北魏侍郎[6]

### 夫人
- 乐浪王氏[7]，幽州刺史、汝南莊公王融之女，封新昌郡君，文明太后的表姑[4][5]

### 子女
- 杨播，北魏使持节、都督定州诸军事、安北将军、定州刺史、华阴莊伯
- 杨椿，北魏侍中、车骑大将军、开府仪同三司、太保
- 杨颖，第三子，北魏华州别驾[5]
- 杨顺，第四子，北魏骠骑将军、左光禄大夫、天柱府长史、三门县伯
- 杨津，北魏使持节、都督并肆燕恒云朔尉汾显九州诸军事、骠骑大将军、并州刺史、北道大行台尚书令
- 杨舒，第六子，北魏伏波将军、参太尉高阳王府事[8]
- 杨阿难，第七子，追赠中散[4]
- 杨𬀩，北魏安南将军、武卫将军、南北二华州大中正
- 杨氏，司空府参军事元馗之母[9]